# Diamante Wittelsbach
El diamante Wittelsbach (del alemán: Der Blaue Wittelsbacher) es uno de los diamantes más grandes del mundo, con un peso de 35,56 quilates (7,11 g). Tiene un diámetro de 24,4 mm y una altura de 8,29 mm. Pertenece a los llamados "diamantes azules", por su tonalidad, y está clasificado en la categoría VS2.

## Historia
Fue extraído en el siglo XVII en la mina Kollur del antiguo reino de Golconda en la India, y fue cambiando de ubicación constantemente, formando parte de las joyas de la Corona de Baviera y luego de la Corona de Austria. Perteneció a la familia Wittelsbach desde 1722.

## Subasta
En 2008 fue subastado por primera vez en Christie's, Londres, donde fue adquirido por la joyera Laurence Graff, pagando alrededor de 25 millones de dólares; una de las sumas más altas que se han abonado por un diamante a lo largo de la historia. En 2010 el diamante fue nuevamente cortado para eliminar algunos defectos, perdiendo algo más de 800 mg. Desde entonces se le conoce como el diamante "Wittelsbach-Graff".